# Andreja Katič
Andreja Katič (Slovenj Gradec, 22 de diciembre de 1969) es una política eslovena, Ministra de Defensa de la República de Eslovenia de 2015 a 2018, siendo la primera mujer en ostentar ese cargo; fue designada Ministra de Justicia el 31 de agosto de 2018 por el primer ministro electo Marjan Šarec. 
Antes de ser nombrada como ministra de defensa, ella era empleada del municipio de Velenje. El 3 de febrero de 2016 aprobó el despliegue de tropas eslovenas en la ciudad kurda de Erbil, como parte de la intervención militar internacional contra el Estado Islámico.